# Трочек
Трочек — місце літнього табору індіанців племені Ген. Традиційно на цьому місці — де річка Клондайк впадає в Юкон — індіанці ловили рибу. Зараз ця місцевість спільно володіється і керується племенем Тшондек-Гвечін та Департаментом Спадщини Індіанських племен.
Наприкінці 19-го століття Трочек був табором вождя племені Тшондек-Гвечін Ісаака, якраз в часи Клондайкської золотої лихоманки. Зазвичай табір був заселений лише влітку, коли індіанці полювали на лосів та виловлювали лосось в період його нересту по Юконі.
Трочек розміщувався на алювіальних наносах в гирлі річки Клондайк, на її південному березі, через річку напроти майбутнього міста Доусон-Сіті.

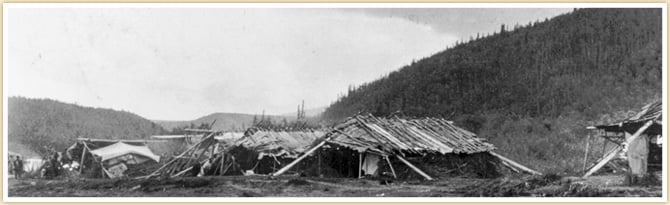
Хижини індіанців у Трочек (1895).

Річкова рівнина поросла тополями, вільхами, вербами та кущами, з відкритими травяними ділянками. Крутий схил позаду повернений на північ і покритий мохом, порослий ялинами і карликовими березами. Трохи вище плато гірничі розробки зруйнували мох і ґрунт, залишивши лише смуги лісу вздовж обривів річки.
Золота лихоманка була періодом великого руйнування для Тшондек-Гвечін. Тисячі старателів нахлинули на місця проживання корінних жителів. Щоб уникнути конфліктів, індіанці пристали на угоду з Англіканською церквою та Північно-Західною кінною поліцією, за якою корінні жителі були переселені на кілька кілометрів вниз за течією Юкону — в Мусгайд (64°05′40″ пн. ш. 139°26′12″ зх. д. / 64.09444° пн. ш. 139.43667° зх. д.).
Після цього Трочек використовувався прибульцями, які не могли собі дозволити купити житло в самому Доусон-сіті. Поселення отримало назву Клондайк-сіті. Було збудовано кілька дерев'яних мостів через річку Клондайк до Доусон-сіті, які регулярно руйнувалися під час весняних льодоходів. Клондайк-сіті стало передмістям Доусон-сіті.
У часи золотої лихоманки Трочек/Клондайк-сіті мало репутацію поселення для бідаків та повій і носило назву «Lousetown». З часом, коли населення Доусон-сіті значно зменшилося, Трочек став місцем вирощування городини. Втім, північні схили не давали значного врожаю.
В 50-х роках золоті промисли на Клондайку пішли на спад, населення Доусон-сіті різко зменшилося і майже всі жителі Трочек (на той час більшість з них була зайнята у сфері проституції) перебралися до Доусона, або ще далі. До Трочека почали повертатися корінні жителі.
На початку 90-х років представники племені Тшондек-Гвечін подали позов до уряду Канади за незаконну гірничу діяльність на їх території. У кінцевій угоді 1998-го року плем'я юридично закріпило право власності на цю територію і її статус як національної спадщини. У 2002 році Трочек був включений до списку національних історичних місць Канади.